# NGC 1649
NGC 1649 est un amas ouvert situé dans la constellation de la Dorade. Cet amas est situé dans le Grand Nuage de Magellan. Il a été découvert par l'astronome britannique John Herschel en 1834 et il a été inscrit au catalogue NGC sous le numéro 1652. John Herschel a de nouveau rapporté dans ses notes le même amas le 24 décembre 1834 et c'est cette observation qui a été inscrite sous la désignation NGC 1649.
NGC 1649 est situé à environ 48,5 kpc (∼158 000 al) de nous, soit la distance qui nous sépare du Grand Nuage de Magellan. Le diamètre apparent de l'amas est de 1,5 minute d'arc, ce qui, compte tenu de la distance, donne un diamètre réel d'environ 65 années-lumière.

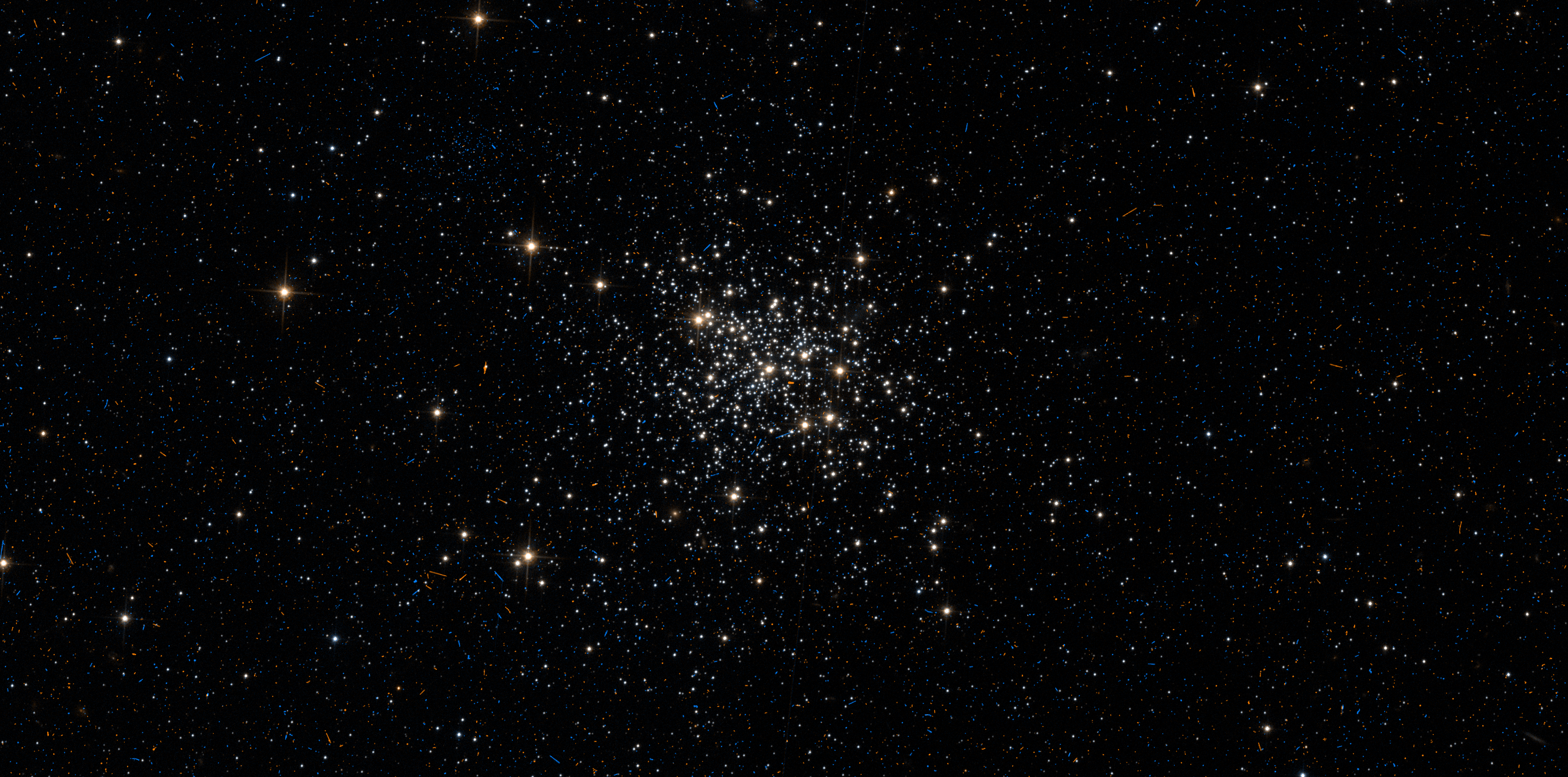
L'amas NGC 1649 (NGC 1652) par le télescope spatial Hubble.